# Clifford Sifton
Clifford Sifton (ur. 10 marca 1861, zm. 17 kwietnia 1929) – kanadyjski polityk działający w końcu XIX i pierwszej połowie XX wieku, związany z Terytoriami Północno-Zachodnimi i Manitobą. Jedna z najbardziej zasłużonych osób dla powstania prowincji Alberta i Saskatchewan.
Sifton wszedł w świat polityki wraz z wyborem do Zgromadzenia Legislacyjnego Manitoby w 1888. W roku 1891 został mianowany prokuratorem naczelnym tej prowincji. W 1896 został wybrany do Izby Gmin Parlamentu Kanady. Wszedł do rządu premiera Wilfrida Lauriera jako minister spraw wewnętrznych, a potem komisarz do spraw Indian. Pod jego kierownictwem przeprowadzono spektakularną akcję promowania emigracji do Kanady i osadnictwa na rolniczych terenach preriowych Kanady. Podjęte działania obejmowały prowadzenie szeroko zakrojonej akcji informacyjnej i otwarcie biur emigracyjnych w USA, Wielkiej Brytanii oraz państwach zachodniej i środkowej Europy. Akcja zakończyła się pełnym sukcesem i do Kanady napłynęło setki tysięcy emigrantów, zasiedlając żyzne pustkowia. Sifton zrezygnował w udziału w rządzie po roku 1905 w ramach protestu wobec sposobu rozwiązania problemu szkolnego. W 1911 wycofał się z czynnego życia politycznego, poświęcając się pracy wydawcy i edytora liberalnego pisma „Manitobe Free Press”.